# Diego Sarmiento de Acuña
Diego Sarmiento de Acuña, conte di Gondomar (Astorga, 1º novembre 1567 – La Rioja, 2 ottobre 1626) è stato un diplomatico spagnolo, ambasciatore di Filippo III di Spagna presso Giacomo I d'Inghilterra.
La fama di Gondomar deriva in gran parte dalle sue due missioni in Inghilterra (1613-18 e 1620-22). L'obiettivo principale della sua prima missione era convincere Giacomo I ad abbandonare l'alleanza con la Francia e i paesi protestanti del continente e a formare un'alleanza con la Spagna cattolica. I suoi modi cortesi e la sua acuta intelligenza gli permisero di esercitare una grande influenza sul re inglese. Gondomar offrì a Giacomo il matrimonio dinastico tra l'Infanta di Spagna Maria Anna e il principe ereditario Carlo. La sua influenza su Giacomo, unita ai suoi atteggiamenti filo-cattolici, gli guadagnarono l'ostilità dell'opinione pubblica inglese. Il drammaturgo Thomas Middleton ne fece l'antagonista (il Cavaliere Nero) della sua opera teatrale A Game at Chess (1625). L'opera, che rispecchia l'avversione popolare verso gli spagnoli, offese profondamente sia l'ambasciatore Gondomar che re Giacomo e fu vietata. Al culmine della sua impopolarità nel 1622, Gondomar fu richiamato in Spagna e nominato membro del Consiglio di Stato.